# 駒井氏
駒井氏（こまいし）は日本の氏族の1つ。

## 概要
甲斐源氏の武田信政の三男・信盛が巨摩郡駒井郷を領して駒井を称して始まった一族。同族に岩崎氏がある。
館跡は現在の山梨県韮崎市藤井町駒井にある。
江戸時代の知行地は、駒井氏陣屋が群馬県伊勢崎市連取町に1800石。

## 戦国時代
武田家の譜代家老を務めた。(武田信玄の家臣団を参照)
武田家滅亡後、駒井昌直は天正壬午起請文の取りまとめ役を務めた。

## 江戸時代
駒井昌直の子、駒井親直(1577年 - 1631年)は 御書院番となり、大坂の陣に従軍。1616年武蔵国多摩郡、相模国高座郡に1800石。
駒井昌直 - 駒井親行 - 駒井政周
駒井朝温(1823年 - 1896年)は、大目付、勘定奉行、歩兵奉行、講武所奉行並、海軍奉行並を歴任した。